# Carin Bondar
Carin Bondar es una bióloga, escritora, cineasta, oradora y personalidad televisiva canadiense. Ella es presentadora de los programas de televisión Outrageous Acts of Science, Stephen Hawking's Brave New World y Worlds Oddest Animal Couples.

## Libros
- The Nature of Human Nature : Lulu Press
- The Nature of Sex:  The Ins and Outs of Mating in the Animal Kingdom (Orion, UK)[5][6]
- Wild Sex (Pegasus, United States)[7]
- Wild Moms (Pegasus, United States)[8]

## Series de televisión
| Year         | Title                                                  | Credits                                                              |
| ------------ | ------------------------------------------------------ | -------------------------------------------------------------------- |
| 2012–present | [Outrageous Acts of Science                            | Science Channel, TV Series, Cast                                     |
| 2013         | Brave New World with Stephen Hawking                   | Discovery Canada, Discovery World HD, National Geographic, presenter |
| 2013         | Bad Ass Animals                                        | National Geographic Wild                                             |
| 2013         | World's Weirdest Farms and World's Weirdest Body Parts | National Geographic Wild                                             |
| 2015         | Daily Planet                                           | Discovery Canada                                                     |
| 2016         | The World's Oddest Animal Couples                      | Netflix Canada, TV Series, Cast                                      |
| 2017         | Mother Nature is Trying to Kill You                    | Discovery Canada                                                     |

## Serie web
| Year | Title                   | Credits                    |
| ---- | ----------------------- | -------------------------- |
| 2013 | Wild Sex                | Earth Touch Online         |
| 2015 | Adventures in Biology   | Carin Bondar YouTube       |
| 2015 | DNews                   | Discovery Digital Networks |
| 2015 | Sex Bytes               | Carin Bondar YouTube       |
| 2017 | Wild Moms (forthcoming) | Seeker (Group 9 Media)     |
| 2017 | Wild Sex                | Seeker (Group 9 Media)     |

## premios y reconocimientos
| Year | Award |
| ---- | --- |
| 2003 | Timberwest Fellowship for Graduate Studies at UBC                                                                 |
| 2007 | Gunter and Cordula Paetzold fellowship for high academic standing during PhD                                      |
| 2011 | Grand Prize in the Discovery World HD Film Snacks competition for outreach film 'Why did the toad cross the road' |
| 2016 | Canadian Journal of Zoologists Public Outreach award                                                              |